# Liste der Monuments historiques in Guénin
Die Liste der Monuments historiques in Guénin führt die Monuments historiques in der französischen Gemeinde Guénin auf.

## Liste der Bauwerke
| Bezeichnung        | Beschreibung | Standort          | Kennzeichnung | Schutzstatus   | Datum | Bild |
| ------------------ | ------------ | ----------------- | ------------- | -------------- | ----- | ---- |
| Kapelle Notre-Dame |              | Manéguen (Lage)   | PA00091241    | Classé Inscrit | 1963  |      |
| Calvaire           |              | (Lage)            | PA00091242    | Inscrit        | 1925  |      |
| Kreuz              |              | Kérauffret (Lage) | PA00091243    | Inscrit        | 1937  |      |

## Liste der Objekte
- Monuments historiques (Objekte) in Guénin in der Base Palissy des französischen Kultusministeriums